# Crestot
Crestot – miejscowość i gmina we Francji, w regionie Normandia, w departamencie Eure.
Według danych na rok 1990 gminę zamieszkiwały 304 osoby, a gęstość zaludnienia wynosiła 48 osób/km² (wśród 1421 gmin Górnej Normandii Crestot plasuje się na 609. miejscu pod względem liczby ludności, natomiast pod względem powierzchni na miejscu 583.).